# Cam'ron
Cameron Giles více známý jako Cam'ron nebo Killa Cam je americký rapper, spoluzakladatel skupiny The Diplomats a herec. V dětství účinkoval ve skupině Children of the Corn. Cam'rona si všiml slavný The Notorious B.I.G. a ještě před svou smrtí ho představil svému manažerovi. V roce 2007 vedl spor s rapperem 50 Centem, který vedl k rozkolu uvnitř skupiny The Diplomats, po tříletých napjatých vztazích se však skupina dala znovu dohromady.

## Diskografie

### Studiová alba
| Rok  | Album                                                                                   | Nejvyšší umístění v hitparádě | Nejvyšší umístění v hitparádě | Nejvyšší umístění v hitparádě | Ocenění       |
| Rok  | Album                                                                                   | US 200                        | US Hip-Hop                    | US Rap                        | Ocenění       |
| ---- | --------------------------------------------------------------------------------------- | ----------------------------- | ----------------------------- | ----------------------------- | ------------- |
| 1998 | Confessions of Fire - Vydáno: 21. července 1998 - Vydavatel: Untertainment, Epic        | 6                             | 2                             | -                             | US: zlaté     |
| 2000 | S.D.E. - Vydáno: 19. září 2000 - Vydavatel: Epic                                        | 14                            | 2                             | -                             | US: /         |
| 2002 | Come Home With Me - Vydáno: 14. května 2002 - Vydavatel: Diplomat, Roc-A-Fella, Def Jam | 2                             | 1                             | -                             | US: platinové |
| 2004 | Purple Haze - Vydáno: 7. prosince 2004 - Vydavatel: Diplomat, Roc-A-Fella, Def Jam      | 20                            | 4                             | 2                             | US: zlaté     |
| 2006 | Killa Season - Vydáno: 16. května 2006 - Vydavatel: Diplomat, Asylum                    | 2                             | 1                             | 1                             | US: /         |
| 2009 | Crime Pays - Vydáno: 12. května 2009 - Vydavatel: Diplomat, Asylum                      | 3                             | 1                             | 1                             | US: /         |
| 2019 | Purple Haze 2 - Vydáno: 20. prosince 2019 - Vydavatel: Killa Entertainment              | 180                           | 8                             | 7                             | US: /         |

### Spolupráce
| Rok  | Album                                                                                  | Nejvyšší umístění v hitparádě | Nejvyšší umístění v hitparádě | Nejvyšší umístění v hitparádě | Ocenění |
| Rok  | Album                                                                                  | US 200                        | US Hip-Hop                    | US Rap                        | Ocenění |
| ---- | -------------------------------------------------------------------------------------- | ----------------------------- | ----------------------------- | ----------------------------- | ------- |
| 2010 | Heat In Here, Vol. 1 (s U.N.) - Vydáno: 25. května 2010 - Vydavatel: Diplomat          | 146                           | 30                            | 16                            | US: /   |
| 2011 | Gunz N' Butta (s Vado) - Vydáno: 19. dubna 2011 - Vydavatel: Diplomat, E1              | 78                            | 15                            | 7                             | US: /   |
| 2022 | U Wasn't There (s A-Trak) - Vydáno: 23. září 2022 - Vydavatel: Federal Reserve, Empire | —                             | —                             | —                             | US: /   |

### EP
- 2014 - 1st of the Month Vol. 1
- 2014 - 1st of the Month Vol. 2
- 2014 - 1st of the Month Vol. 3
- 2014 - 1st of the Month Vol. 4
- 2014 - 1st of the Month Vol. 5
- 2014 - 1st of the Month Vol. 6
- 2015 - Federal Reserve (s A-Trak)
- 2015 - Contraband (s Berner)

### Mixtapy
- 2003 - The Purple Mixtape
- 2007 - Public Enemy #1
- 2009 - Boss of All Bosses (DJ Drama & Vado)
- 2010 - Boss of All Bosses 2 (DJ Drama & Vado)
- 2010 - Boss of All Bosses 2.5 (DJ Drama & Vado)
- 2011 - Boss of All Bosses 3 (DJ Drama & Vado)
- 2012 - UNLostFiles (Vado)
- 2012 - UNLostFiles 2 (Vado)
- 2013 - Ghetto Heaven Vol. 1
- 2017 - The Program

### Úspěšné singly
- 1998 - "Horse & Carriage" (ft. Mase)
- 1999 - "Let Me Know"
- 2000 - "What Means the World to You"
- 2002 - "Oh Boy" (ft. Juelz Santana)
- 2002 - "Hey Ma" (ft. Juelz Santana & Freekey Zekey)
- 2005 - "Down & Out" (ft. Kanye West & Syleena Johnson)

## Filmografie
- 2002 - Paper Soldiers
- 2002 - Paid In Full
- 2005 - State Property 2
- 2006 - Killa Season
- 2011 - Killa Season II